# دونالد هورن
دونالد هورن (بالإنجليزية: Donald Horne) هو مؤرخ أسترالي، ولد في 26 ديسمبر 1921 في كوغارة ‏ في أستراليا، وتوفي في 8 سبتمبر 2005 في سيدني في أستراليا بسبب تليف رئوي.